# Filmation
Filmation Associates, bila je američka producentska kuća koja je proizvodila animirani i program uživo za djecu u razdoblju od 1963. do 1989. godine. Studio je bio jedini rival američkom animacijskom studiju Hanna-Barbera u proizvodnji animiranih filmova koji su se prikazivali subotom ujutro. Budući da je kompanija proizvodila mnogo animacijskog sadržaja, a imala je ograničeni budžet, štedjela je u proizvodnom procesu što se odrazilo na specifičan izgled crtića u kojima su više puta reciklirane iste scene s drugačijom pozadinom, a bili su i smanjeni brojevi promjene sličica po sekundi. Takav pristup naziva se ograničenom animacijom. Unatoč takvoj štednji, Filmationovi animirani filmovi ostvarili su znatan uspjeh koji duguju akcijskim scenama, prepoznatljivoj glazbenoj podlozi i uvodnoj naraciji.
Među najpoznatijim animiranim serijalima studija Filmation su Tarzan, gospodar prašume (1976. – 1980.), Sport Billy (1980. – 1981.), Nove pustolovine Usamljenog osvetnika (1980. – 1982.), Blackstar (1981.), He-Man i Gospodari svemira (1983. – 1985.), She-Ra: Princeza moći (1985. – 1987.), Istjerivači duhova (1986.) i BraveStarr (1987. – 1989.).

## Povijest studija
Studio su osnovali Lou Scheimer i Norm Prescott 1963. godine u Dolini San Fernanda u Kaliforniji. Njima se pridružio Hal Sutherland koji je djelovao kao glavni direktor kompanije koja se bavila proizvodnjom dječjeg igranog i animiranog sadržaja. Uskoro je studio isporučivao znatnu količinu subotnjih jutarnjih animiranih filmova. Zbog stavljanja veće pažnje na kvantitetu, a ne na kvalitetu izrade, animirani filmovi imaju specifičan izgled koji je posljedica štednje, odnosno rezanja proizvodnih troškova. Po tome su njihovi crtići bili prepoznatljivi, a ograničenu su animaciju nadomještali zanimljivim i impresivnim pozadinskim slikama, prepoznatljivom glazbenom pozadinom i zanimljivošću radnje i likova.
Godine 1969. komapniju Filmation je kupila producentska kuća TelePrompTer, a nova matična tvrtka postala je Westinghouse Broadcasting 1982. godine, koja je 1989. godine zatvorila studio.

## Vanjske poveznice
- Filmation Associates – imdb.com (engl.)
- Filmation – tvtropes.org (engl.)
- Filmation Associates – bcdb.com  Arhivirana inačica izvorne stranice od 25. travnja 2013. (Wayback Machine) (engl.)